# Firozpur (dystrykt)
Firozpur – dystrykt w stanie Pendżab w Indiach.

## Informacje
Na terenie dystryktu Ferozepur jest 641 wiosek. Dystrykt jest podzielony na 4 teshile: Ferozepur, Zira, Guru HarSahai.

## Demografia
W 2011 roku w dystrykcie Firozpur mieszkało 2 029 074 ludności, w tym 1 071 637 mężczyzn i 957 437 kobiet. W stosunku do wyników spisu z 2001 roku wzrosła gęstość zaludnienia z 327 osób na kilometr kwadratowy do 382 osób, przy powierzchni dystryktu wynoszącej 5 305 km². Według spisu ludności z 2011 roku 68,92% ludności potrafi czytać i pisać, w tym 75,44% mężczyzn i 61,69% kobiet.

## Turystyka
Do miejsc wartych odwiedzenia należą: Saragarhi Memorial Gurudwara, Barki Memorial, Anglo-Sikh War Memorial, National Martyrs Memorial, Gurudwara Shri Jaamani Sahib, w Bazidpur, rezerwat Harike Wild Life Sanctuary w Harike, wpisany w 1990 roku na listę konwencji ramsarskiej.